# Завтра это сегодня (фильм)
«Завтра это сегодня» или «Завтра уже сегодня» (исп. Mañana es hoy) — испанский кинофильм 2022 года в жанре комедии, снятый Начо Г. Велильей с Хавьером Гутьерресом и Кармен Мачи в главных ролях. Первый фильм изначально снятый на испанском языке для Amazon Prime Video.

## Сюжет
Лето 1991 года, семья Гаспаров, состоящая из отца, матери, сына и дочери приезжает на пляж, что бы провести там каникулы. Все идет хорошо, пока на пляж не является парень дочери. Отец недолюбливает парня дочери, из-за чего начинается ссора. Дочь с бойфрендом убегают, а остальные члены семьи на водном велосипеде отправляются бороздить море.
Через какое то время начинается шторм. В их судно ударяет молния. Они все выживают, но перемещаюися во времени на 30 лет вперед, в 2022 год, в мир смартфонов, селфи и трэп-музыки.

## В ролях
- Хавьер Гутьеррес —  Хосе Луис  «Пепе» Гаспар[2]
- Кармен Мачи — Пилар «Пили» Кастельянос[2]
- Пепон Ньето — Кике (взрослый)
- Карла Диас — Люсия «Лулу» Гаспар  Кастельянос
- Асьер Рикарте — Родриго Гаспар Кастельянос[3]
- Антония Сан Хуан — Эльвирита
- Сильвия Абриль — Ана Клара Эстела Родригес
- Антонио Пагудо — Чарли
- Шахта Эль-Хаммани — Андреа
- Айша Вильягран — Ева
- Марта Фернандес Муро — Фина

## Производство[4]
Часть фильма снята в центре города Гвадалахара, Испания. Съёмки в этом месте длились 12 дней. Для съёмок фильма там были сооружены декорации различных магазинов путём преобразования существующих построек:
- Старый магазин канцелярских товаров под названием  Papelería Vacas  (дословно «Канцелярские коровы») был преобразован в магазин фототоваров
- Штаб-квартиру Всеобщего союза трудящихся превратили в  Drogería Antonio (droguería — магазин, в котором продаются товары химии, Antonio — имя)
- Мясная лавка была превращена в гастроном
- Место отдыха в реальности является тренажёрном залом

Район Мостолес в Мадриде был одним из мест в фильме, где проходила ярмарка. Для фильма в реальности была создана эта локация, включая аттракционы. Часть местных жителей подумали, что на Рождество будет ярмарка, из-за возникшей неразберихи, мэру города пришлось прояснить происходящее, используя социальную сеть Twitter.
Это первый фильм изначально снятый на испанском языке для Amazon Prime.